# Sabana de Torres
Sabana de Torres è un comune della Colombia facente parte del dipartimento di Santander.